# Brussels Hoofdstedelijk Parlement (samenstelling 1999-2004)
Dit is een lijst van leden van het Brussels Hoofdstedelijk Parlement (BHP) van 1999 tot 2004. Het Brussels Hoofdstedelijk Parlement bestond toen uit 75 leden waarvan 64 uit de Franstalige taalgroep en 11 uit  de Nederlandstalige taalgroep.
Deze legislatuur volgt uit de Brusselse gewestverkiezingen van 13 juni 1999 en ging van start op 29 juni 1999. De legislatuur eindigde op 7 mei 2004.
Tijdens deze legislatuur waren achtereenvolgens de regering-Simonet I (juli 1999 - oktober 2000), de regering-de Donnea (oktober 2000 - juni 2003), de regering-Ducarme (juni 2003 - februari 2004) en de regering-Simonet II (februari - juli 2004) in functie, die allemaal steunden op een meerderheid van PRL-FDF/MR, PS, SP-Aga (kartel van SP en Agalev), CVP/CD&V en VLD-VU-O/VLD-spirit/VLD (kartel van VLD, VU-ID, later spirit en enkele onafhankelijken). De oppositiepartijen waren dus Ecolo, PSC/cdH, Front National, FNB, Vivant en Vlaams Blok.
De 64 Franstalige parlementsleden maken tevens deel uit van de Raad van de Franse Gemeenschapscommissie (COCOF) en de 11 Nederlandstalige parlementsleden van de Raad van de Vlaamse Gemeenschapscommissie (RVGC). Deze gemeenschapscommissies vormen samen de Gemeenschappelijke Gemeenschapscommissie. Deze gemeenschapscommissies vormen samen de Verenigde Vergadering van de Gemeenschappelijke Gemeenschapscommissie (VVGGC), waar gemeenschapsbevoegdheden waarvoor gemeenschappelijke overeenstemming tussen beide taalgroepen vereist is worden besproken.

## Samenstelling
| Begin legislatuur (1999) | Begin legislatuur (1999) | Begin legislatuur (1999) | Einde legislatuur (2004) | Einde legislatuur (2004) | Einde legislatuur (2004) |
| Fractie                  | Fractie                  | Zetels                   | Fractie                  | Fractie                  | Zetels                   |
| ------------------------ | ------------------------ | ------------------------ | ------------------------ | ------------------------ | ------------------------ |
|                          | PRL-FDF                  | 27                       |                          | MR                       | 26                       |
|                          | Ecolo                    | 14                       |                          | Ecolo                    | 13                       |
|                          | PS                       | 13                       |                          | PS                       | 13                       |
|                          | PSC                      | 6                        |                          | cdH                      | 5                        |
|                          | Vlaams Blok              | 4                        |                          | Onafhankelijk            | 5                        |
|                          | CVP                      | 3                        |                          | Vlaams Blok              | 4                        |
|                          | SP-AGA                   | 2                        |                          | SP-AGA                   | 3                        |
|                          | VLD-VU-O                 | 2                        |                          | CD&V                     | 2                        |
|                          | FN                       | 2                        |                          | VLD                      | 2                        |
|                          | FNB                      | 1                        |                          | FN                       | 2                        |
|                          | Vivant                   | 1                        |                          |                          |                          |

Wijzigingen in fractiesamenstelling:
- In 2000 verlaat Albert Mahieu de Vivant-fractie. Hij zetelt vanaf dan als onafhankelijke.
- In 2002 verlaat Marguerite Bastien de FNB-fractie. Ze zetelt vanaf dan als onafhankelijke.
- In 2003 verlaat Fatiha Saïdi de Ecolo-fractie. Ze zetelt vanaf dan als onafhankelijke.
- In 2003 wordt Stéphane de Lobkowicz uit de MR-fractie verwijderd. Hij zetelt vanaf dan als onafhankelijke.
- In 2004 verlaat Béatrice Fraiteur de cdH-fractie. Ze zetelt vanaf dan als onafhankelijke.
- In 2004 verlaat Jan Béghin de CD&V-fractie, waarna hij overstapt naar de SP-AGA-fractie.

## Lijst van de parlementsleden
| Volksvertegenwoordiger        | Fractie        | Taalgroep  | Opmerkingen |
| ----------------------------- | -------------- | ---------- | --- |
| Eric André                    | PRL            | Frans      | Werd van 14 juli 1999 tot 18 oktober 2000 als staatssecretaris in de Brusselse Hoofdstedelijke Regering vervangen door Françoise Bertieaux. |
| Caroline Persoons             | FDF            | Frans      | Vervangt vanaf 14 juli 1999 Didier Gosuin (FDF), die minister in de Brusselse Hoofdstedelijke Regering is geworden. Persoons is vanaf 5 oktober 2001 bijkomend lid van het Uitgebreid Bureau (BHP/VVGGC), van 19 oktober 2001 tot 6 juni 2003 voorzitter van de PRL-FDF/MR-fractie in de COCOF en vanaf 6 juni 2003 voorzitter van de COCOF en voorzitter van de commissie Begroting, Administratie, Internationale Betrekkingen en Residuaire Bevoegdheden (COCOF). |
| Jean-Jacques Boelpaepe        | FDF            | Frans      | |
| Danielle Caron                | FDF            | Frans      | Secretaris vanaf 17 oktober 2001 (BHP/VVGGC). |
| Bernard Clerfayt              | FDF            | Frans      | Secretaris tot 18 oktober 2000 (BHP/VVGGC) en voorzitter van de commissie Ruimtelijke Ordening, Stedenbouw en Grondbeleid (BHP). |
| Marc Cools                    | PRL            | Frans      | Voorzitter van de PRL-FDF-fractie tot 21 september 2001 (BHP/VVGGC) en ondervoorzitter vanaf 5 oktober 2001 (BHP/VVGGC). |
| Jean-Pierre Cornelissen       | FDF            | Frans      | Ondervoorzitter tot 18 oktober 2000 (BHP/VVGGC), secretaris van 18 oktober 2000 tot 17 oktober 2001 (BHP/VVGGC) en ondervoorzitter vanaf 17 oktober 2001 (BHP/VVGGC). |
| Olivier de Clippele           | PRL            | Frans      | |
| Alain Zenner                  | PRL            | Frans      | Werd van 9 mei tot 5 juni 2003 als staatssecretaris in de Federale regering vervangen door Dominique Dufourny (PRL) en van 6 juni tot 14 juli 2003 door Alain Nimegeers (FDF). |
| Jacques De Grave              | PRL            | Frans      | |
| Dominique Dufourny            | PRL            | Frans      | Vervangt vanaf 6 juni 2003 Armand De Decker (PRL), die lid wordt van de Belgische Senaat. |
| Yves de Jonghe d'Ardoye d'Erp | PRL            | Frans      | Ondervoorzitter tot 19 oktober 2001 (COCOF), secretaris vanaf 17 oktober 2001 (BHP/VVGGC). |
| Serge de Patoul               | FDF            | Frans      | Vanaf 6 juni 2003 voorzitter van de MR-fractie (COCOF). |
| Stéphane de Lobkowicz         | PRL            | Frans      | Zetelt vanaf 18 december 2003 als onafhankelijke. |
| Amina Derbaki Sbaï            | FDF            | Frans      | |
| Vincent De Wolf               | PRL            | Frans      | Voorzitter van de commissie Gezondheid (COCOF). |
| Françoise Bertieaux           | PRL            | Frans      | Vervangt vanaf 18 oktober 2000 Willem Draps (PRL), die staatssecretaris in de Brusselse Hoofdstedelijke Regering wordt. Eerder verving ze van 14 juli 1999 tot 18 oktober 2000 Eric André (PRL), toen die staatssecretaris in de Brusselse Hoofdstedelijk Parlement. Françoise Bertieaux is voorzitter van de commissie Gezondheid (VVGGC), haar voorganger Willem Draps was tot 18 oktober 2000 secretaris (BHP/VVGGC) en tot 18 oktober 2000 voorzitter van de commissie Infrastructuur, Openbare Werken en Verkeerswezen (BHP). |
| Marie-Jeanne Riquet           | FDF            | Frans      | Vervangt vanaf 5 oktober 2001 Isabelle Gelas (FDF), die uit de regionale politiek stapt. Riquet is voorzitter van de commissie Leefmilieu, Natuurbehoud en Waterbeleid vanaf 17 oktober 2001 (BHP), Gelas was van 18 oktober 2000 tot 15 september 2001 voorzitter van de PRL-FDF-fractie in de COCOF en van 18 oktober 2000 tot 15 september 2001 bijkomend lid van het Uitgebreid Bureau (BHP/VVGGC). |
| Marion Lemesre                | PRL            | Frans      | Ondervoorzitter tot 21 september 2001 (BHP/VVGGC) en voorzitter van de PRL-FDF/MR-fractie vanaf 21 september 2001 (BHP/VVGGC). |
| Claude Michel                 | PRL            | Frans      | Secretaris vanaf 20 oktober 2000 (COCOF) en voorzitter van de commissie Infrastructuur, Openbare Werken en Verkeerswezen vanaf 16 oktober 2001 (BHP). |
| Isabelle Molenberg            | FDF            | Frans      | |
| Mostafa Ouezekhti             | PRL            | Frans      | Secretaris van de COCOF tot 20 oktober 2000 en secretaris van het BHP en de VVGGC vanaf 18 oktober 2000. |
| Philippe van Cranem           | PRL            | Frans      | Vervangt vanaf 6 juni 2003 Martine Payfa (FDF), die lid wordt van de Kamer van Volksvertegenwoordigers. Payfa was van 12 juli 1999 tot 6 juni 2003 voorzitter van de COCOF en voorzitter van de commissie Begroting, Administratie, Internationale Betrekkingen en Residuaire Bevoegdheden (COCOF). |
| François Roelants du Vivier   | FDF            | Frans      | Van 17 juli 1999 tot 18 oktober 2000 voorzitter van de PRL-FDF-fractie in de COCOF, van 14 juli 1999 tot 18 oktober 2000 bijkomend lid van het Uitgebreid Bureau (BHP/VVGGC) en ondervoorzitter van 18 oktober 2000 tot 17 oktober 2001 (BHP/VVGGC) en voorzitter van de commissie Leefmilieu, Natuurbehoud en Waterbeleid tot 17 oktober 2001 (BHP). |
| Françoise Schepmans           | PRL            | Frans      | Secretaris tot 17 oktober 2001 (BHP/VVGGC) en voorzitter van de commissie Infrastructuur, Openbare Werken en Verkeerswezen van 18 oktober 2000 tot 17 oktober 2001 (BHP). |
| Philippe Smits                | PRL            | Frans      | Ondervoorzitter vanaf 19 oktober 2001 (COCOF) |
| Didier Van Eyll               | FDF            | Frans      | |
| Christos Doulkeridis          | Ecolo          | Frans      | Vervangt vanaf 29 juni 1999 Isabelle Durant, die verkiest om voltijds federaal secretaris van Ecolo te blijven en dus niet zetelt. Doulkeridis is voorzitter van de Ecolo-fractie in de COCOF van 1 december 2000 tot 6 september 2002 en vanaf 6 september 2002 voorzitter van de Ecolo-fractie in het BHP en de VVGGC. |
| Alain Adriaens                | Ecolo          | Frans      | Ondervoorzitter (COCOF). |
| Alain Daems                   | Ecolo          | Frans      | Secretaris tot 12 januari 2001 (BHP/VVGGC), ondervoorzitter vanaf 12 januari 2001 (BHP/VVGGC) en voorzitter van de commissie Economische Zaken, Werkgelegenheidsbeleid en Wetenschappelijk Onderzoek vanaf 4 oktober 2002 (BHP). |
| Michel Van Roye               | Ecolo          | Frans      | Vervangt vanaf 12 januari 2001 Philippe Debry, die schepen van Anderlecht wordt. Debry was tot 12 januari 2001 ondervoorzitter (BHP/VVGGC) en tot 12 januari 2001 voorzitter van de commissie Huisvesting en Stadsvernieuwing (BHP). |
| Dominique Braeckman           | Ecolo          | Frans      | Secretaris van de COCOF tot 18 oktober 2002 en vanaf 18 oktober 2002 voorzitter van de Ecolo-fractie in de COCOF. |
| Paul Galand                   | Ecolo          | Frans      | |
| Bernard Ide                   | Ecolo          | Frans      | Vervangt vanaf 27 april 2001 Anne Herscovici, die OCMW-voorzitter van Elsene wordt. Ide is secretaris vanaf 16 oktober 2002 (BHP/VVGGC), Herscovici was van 17 juli 1999 tot 1 december 2000 voorzitter van de Ecolo-fractie in de COCOF. |
| Marie-Rose Geuten             | Ecolo          | Frans      | Vervangt vanaf 4 oktober 2002 Evelyne Huytebroeck, die federaal secretaris van Ecolo wordt. Geuten was vanaf 17 oktober 2003 secretaris van de COCOF, Huytebroeck was tot 6 september 2002 voorzitter van de Ecolo-fractie (BHP/VVGGC) en tot 6 september 2002 voorzitter van de commissie Economische Zaken, Werkgelegenheidsbeleid en Wetenschappelijk Onderzoek (BHP). |
| Fouad Lahssaini               | Ecolo          | Frans      | |
| Geneviève Meunier             | Ecolo          | Frans      | Secretaris van 12 januari 2001 tot 16 oktober 2002 (BHP/VVGGC). |
| Yaron Pesztat                 | Ecolo          | Frans      | Voorzitter van de commissie Huisvesting en Stadsvernieuwing vanaf 12 januari 2001 (BHP). |
| Fatiha Saïdi                  | Ecolo          | Frans      | Zetelt vanaf 2 september 2003 als onafhankelijke. Saïdi was van 18 oktober 2002 tot 17 oktober 2003 secretaris van de COCOF. |
| Anne-Françoise Theunissen     | Ecolo          | Frans      | Voorzitter van de commissie Onderwijs, Opleiding, Cultuur, Toerisme, Sport en Schoolvervoer (COCOF). |
| Bernadette Wynants            | Ecolo          | Frans      | |
| Mohamed Azzouzi               | PS             | Frans      | Secretaris vanaf 29 juni 2001 (BHP/VVGGC). |
| Sfia Bouarfa                  | PS             | Frans      | |
| Michèle Carthé                | PS             | Frans      | |
| Mohamed Daif                  | PS             | Frans      | |
| Willy Decourty                | PS             | Frans      | Ondervoorzitter tot 19 oktober 2001 (COCOF) |
| Magda De Galan                | PS             | Frans      | Parlementsvoorzitter (BHP/VVGGC) en voorzitter van de commissie Financiën, Begroting, Openbaar Ambt, Externe Betrekkingen en Algemene Zaken (BHP). |
| Anne-Sylvie Mouzon            | PS             | Frans      | Vervangt vanaf 14 juli 1999 Alain Hutchinson, die staatssecretaris in de Brusselse Hoofdstedelijke Regering wordt. Mouzon is voorzitter van de commissie Sociale Zaken (COCOF). |
| Isabelle Emmery               | PS             | Frans      | Vervangt vanaf 14 juli 1999 Eric Tomas, die minister in de Brusselse Hoofdstedelijke Regering wordt. |
| Alain Bultot                  | PS             | Frans      | Vervangt vanaf 14 juni 2001 Jean Demannez, die voltijds burgemeester van Sint-Joost-ten-Node wordt. Demannez was secretaris tot 14 juni 2001 (BHP/VVGGC). |
| Joseph Parmentier             | PS             | Frans      | Vervangt vanaf 11 januari 2002 Françoise Dupuis, die minister in de Franse Gemeenschapsregering wordt. |
| Michel Moock                  | PS             | Frans      | Vanaf 19 oktober 2001 ondervoorzitter (COCOF). |
| Mahfoudh Romdhani             | PS             | Frans      | Vanaf 17 juli 1999 voorzitter van de PS-fractie (COCOF). |
| Rudi Vervoort                 | PS             | Frans      | Voorzitter van de PS-fractie (BHP/VVGGC). |
| Benoît Cerexhe                | PSC            | Frans      | Voorzitter van de PSC/cdH-fractie (BHP/VVGGC). |
| Julie De Groote               | PSC            | Frans      | |
| Béatrice Fraiteur             | PSC            | Frans      | Zetelt vanaf 2 februari 2004 als onafhankelijke. Secretaris tot 16 oktober 2002 (BHP/VVGGC). |
| Denis Grimberghs              | PSC            | Frans      | |
| Michel Lemaire                | PSC            | Frans      | Vervangt vanaf 29 juni 1999 Joëlle Milquet, die lid wordt van de Kamer van Volksvertegenwoordigers. Lemaire is vanaf 19 juli 1999 voorzitter van de PSC-fractie (COCOF). |
| Joël Riguelle                 | PSC            | Frans      | Secretaris vanaf 16 oktober 2002 (BHP/VVGGC). |
| Audrey Rorive                 | Front National | Frans      | Vervangt vanaf 29 juni 1999 Daniel Féret, die lid wordt van de Kamer van Volksvertegenwoordigers. |
| Guy Hance                     | Front National | Frans      | |
| Marguerite Bastien            | FNB            | Frans      | Zetelt vanaf 24 augustus 2002 als onafhankelijke. |
| Albert Mahieu                 | Vivant         | Frans      | Zetelt vanaf 1 januari 2000 als onafhankelijke. |
| Erik Arckens                  | Vlaams Blok    | Nederlands | Secretaris (BHP/VVGGC). |
| Johan Demol                   | Vlaams Blok    | Nederlands | Secretaris (BHP/VVGGC/RVGC). |
| Dominiek Lootens-Stael        | Vlaams Blok    | Nederlands | Voorzitter van de Vlaams Blok-fractie (BHP/VVGGC/RVGC). |
| Jos Van Assche                | Vlaams Blok    | Nederlands | Secretaris (RVGC). |
| Walter Vandenbossche          | CVP            | Nederlands | Vervangt vanaf 14 juli 1999 Jos Chabert, die minister in de Brusselse Hoofdstedelijke Regering wordt. Vandenbossche is tot 2 april 2004 ondervoorzitter van de RVGC, vanaf 26 maart 2004 ondervoorzitter (BHP/VVGGC) en voorzitter van de commissie Binnenlandse Zaken, Lokale Besturen en Agglomeratiebevoegdheden (BHP) en vanaf 2 april 2004 secretaris van de RVGC. |
| Brigitte Grouwels             | CVP            | Nederlands | Voorzitter van de CVP/CD&V-fractie (BHP/VVGGC/RVGC), tot 2 april 2004 secretaris van de RVGC en vanaf 2 april 2004 ondervoorzitter van de RVGC. |
| Jan Béghin                    | CVP            | Nederlands | Zetelt van 12 tot 18 maart 2004 als onafhankelijke en vanaf 18 maart 2004 voor de SP in de SP-AGA-fractie. Béghin was tot 25 maart 2004 ondervoorzitter (BHP/VVGGC) en tot 25 maart 2004 voorzitter van de commissie Binnenlandse Zaken, Lokale Besturen en Agglomeratiebevoegdheden (BHP). |
| Jean-Luc Vanraes              | VLD            | Nederlands | Vervangt vanaf 18 oktober 2000 Guy Vanhengel (VLD), die minister in de Brusselse Hoofdstedelijke Regering wordt. Vanhengel zelf verving van 14 juli 1999 tot 18 oktober 2000 Annemie Neyts (VLD), die minister in de Brusselse Hoofdstedelijke Regering werd. Vanraes is vanaf 18 oktober 2000 secretaris (BHP/VVGGC) en voorzitter van de commissie Sociale Zaken (VVGGC) en vanaf 20 oktober 2000 voorzitter van de RVGC en voorzitter van de commissie Algemene Zaken, Financiën en Begroting (RVGC). Vanhengel was van 14 juli 1999 tot 18 oktober 2000 secretaris (BHP/VVGGC) en tot 18 oktober 2000 voorzitter van de commissie Sociale Zaken (VVGGC), voorzitter van de RVGC en voorzitter van de commissie Algemene Zaken, Financiën, Begroting (RVGC). |
| Sven Gatz                     | VU-ID          | Nederlands | Voorzitter van de VLD-VU-O/VLD-Spirit/VLD-fractie (BHP/VVGGC/RVGC). Secretaris tot 14 juli 1999 (BHP/VVGGC). |
| Robert Delathouwer            | SP             | Nederlands | Vervangt vanaf 15 september 2003 Rufin Grijp (SP), die voltijds OCMW-voorzitter van Anderlecht wordt. Delathouwer was secretaris van 15 september 2003 tot 14 november 2003 (BHP/VVGGC), van 17 oktober 2003 tot 19 november 2003 secretaris van de RVGC en vanaf 14 november 2003 voorzitter van de SP-AGA-fractie (BHP/VVGGC) en voorzitter van de commissie Gemeenschapsaangelegenheden (RVGC), Grijp was secretaris tot 15 september 2003 (BHP/VVGGC/RVGC). |
| Yamila Idrissi                | SP             | Nederlands | Vervangt vanaf 14 november 2003 Anne Van Asbroeck (SP), die directeur wordt van de dienst verslaggeving van het Brussels Hoofdstedelijk Parlement. Idrissi is secretaris vanaf 14 november 2003 (BHP/VVGGC) en vanaf 19 november 2003 secretaris van de RVGC. Van Asbroeck zelf verving van 6 juni tot 13 november 2003 minister in de Vlaamse Regering Adelheid Byttebier (Agalev). Van Asbroeck was van 10 juni tot 13 november 2003 voorzitter van de SP-AGA-fractie (BHP/VVGGC/RVGC) en voorzitter van de commissie Gemeenschapsaangelegenheden (RVGC), Byttebier was voorzitter van de SP-AGA-fractie tot 6 juni 2003 (BHP/VVGGC) en tot 6 juni 2003 voorzitter van de commissie Gemeenschapsaangelegenheden (RVGC).                                       |